# Minna (Nigeria)

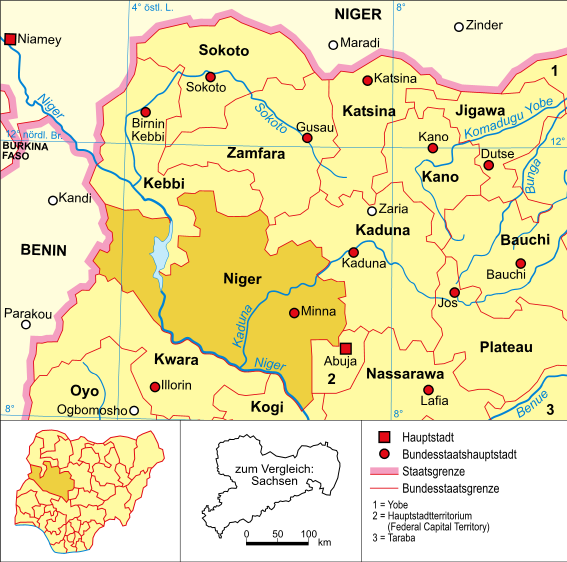
Lage Minnas in Niger

Minna ist die Hauptstadt des Bundesstaats Niger in Nigeria.
Die Stadt hat eine Bevölkerung von 335.905 Einwohnern (Berechnung 2012).
Minna ist das Wirtschaftszentrum der Region und Sitz der Federal University of Technology. Die Stadt hat Straßenverbindungen mit vielen Nachbarstädten und ist Station einer Eisenbahnlinie von Kano im Norden nach Ibadan und Lagos im Süden. Minna besitzt einen Flughafen, den Minna Airport. Abuja, die Hauptstadt Nigerias, ist 150 km entfernt.
Weil Minna bei einer historischen Route des Transsaharahandels gelegen ist, ist der Islam in der Stadt verwurzelt. Sie beherbergt viele Moscheen und muslimische Organisationen.

## Söhne und Töchter der Stadt
- Cyprian Ekwensi (1921–2007), Schriftsteller
- Ibrahim Babangida (* 1941), Offizier, Politiker und von 1985 bis 1993 Staatspräsident von Nigeria
- Abdulsalami Abubakar (* 1942), Politiker und von 1998 bis 1999 Staatspräsident von Nigeria
- Ben Okri (* 1959), Schriftsteller
- Yakubu Alfa (* 1990), Fußballspieler